# Фридрих Вилхелм Аргеландер
Фридрих Вилхем Август Аргеландер (Мемел, 22. март 1799 — Бон, 17. фебруар 1875) је био немачки астроном. Познат је по одређивању звезданог сјаја, позиције и удаљености.

## Живот и дело
Аргеландер је рођен у Мемелу у Пруском краљевству (данашња Клајпеда у Литванији), син Јохана Готфрида Аргеландера, финског порекла и Вилхемине Доротее Грунхаген, немачког (пруског) порекла. Студирао је са Фридрихом Беселом и стекао диплому докторских студија 1822. године на универзитету у Конигсбергу. Од 1823. до 1837. године је био начелник финске опсерваторије у Туркуу, а затим у Хелсинкију. Затим се преселио у Бон у Немачкој. Тамо је дизајнирао и саградио нову опсерваторију при универзитету у Бону финансирану директно од стране краља Фредерика Вилијама Четвртог са којим се Аргеландер спријатељио још у детињству.
Аргеландер је бриљирао у развијању ефективних, простих и брзих метода за мерење позиција звезда и магнитуда, чиме је поставио темељ пионирима модерне астрономије. Такође је измерио удаљеност звезда хелиометрима. Његов велики напор и напор његових сарадника на каталогизирању звезда и истраживању звезданих варијабли су омогућени систематским коришћењем тада новоосмишљених техника.
Аргеландер је био први астроном који је пажљиво проучавао променљиве звезде. Само пар астронома се бавило у то време овом темом, а он се сматра одговорним за представљање модерног система идентификовања променљивих звезда. Такође је оквирно одредио путању којом се креће Сунце.
Године 1842, открио је да је Грумсбриџ 1830 имала врло висок ниво правилног кретања. Током много декада њено правилно креатње је било најпознатије; данас се налази на трећем месту. Током једног периода, била је позната као Аргеландерова звезда.
У сарадњи са Адалбертом Кругером и Едуардом Шонфелдом, Аргеландер је саставио каталог звезда познат каоBonner Durchmusterung, објављен у периоду од 1852. до 1859. године, који је пружио информације о позицији и сјају више од 324.000 звезда, иако није покрио велики део јужног дела неба. Ово је последња објављена звездана мапа без коришћења фотографије.
Године 1863, Аргеландер је помогао при оснивању интернационалне организације астронома по имену Astronomische Gesellschaft.

## Почасти и легат
- Изабран за страног члана Краљевске шведске академије наука 1846. године.
- Изабран за страног почасног члана Америчке академије уметности и наука 1855. године.[4]
- Златна медаља Краљевског астрономског друштва 1863. године.
- Године 2006, три астрономска института Бон универзитета су спојена и названа Argelander-Institut für Astronomie.
- Кратер Аргеландер на Месецу и астероид 1551 Аргеландер су именовани у његову част.